# Francisco Praciano
Francisco Praciano (Itapipoca, Ceará, 18 de fevereiro de 1952) é um economista e político brasileiro. Foi eleito deputado federal em 2006 pelo Partido dos Trabalhadores do Amazonas e reeleito em 2010. Disputou uma vaga ao Senado nas Eleições de 2014, ficando em 2º lugar.
Francisco Praciano foi vereador de Manaus durante quatro mandatos consecutivos. Disputou as eleições municipais de 2008 por Manaus, conseguindo apenas a quarta colocação.[carece de fontes?]